# Isla del Rosario

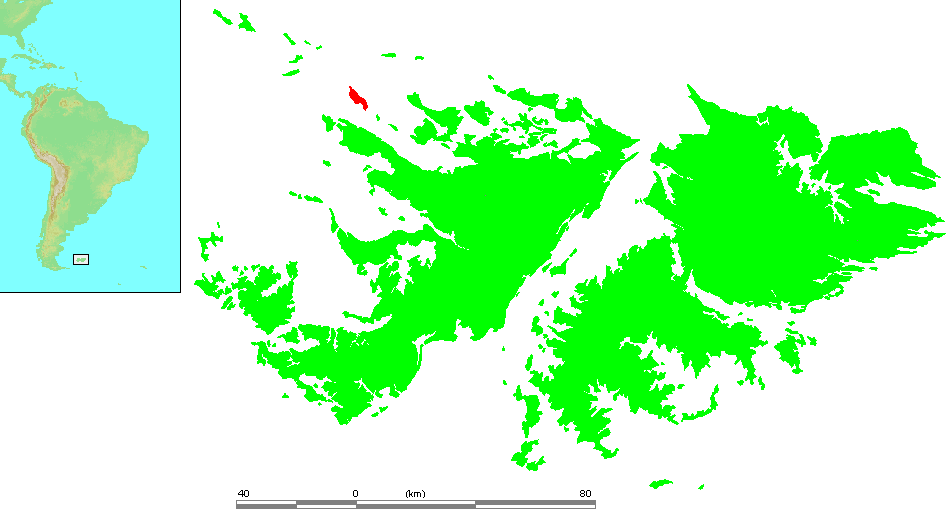
La isla del Rosario en las Malvinas.

La isla del Rosario (inglés: Carcass Island) es una de las islas del archipiélago de las Malvinas. Esta isla está situada en el lado norte de la bahía San Francisco de Paula, al noroeste de la isla Gran Malvina y al sudeste de las islas las Llaves.
Asimismo se encuentra al norte de la península Gómez Roca y al oeste de la isla Trinidad. 
Esta isla se halla bajo administración británica como parte del territorio de ultramar de las islas Malvinas. Es reclamada asimismo por la Argentina, como parte integral del departamento Islas del Atlántico Sur de la provincia de Tierra del Fuego, Antártida e Islas del Atlántico Sur.
Los puntos más altos de la isla son los montes Stanley y Bing (304 metros). La playa del Leopardo es la más usada como punto de desembarco. Como curiosidad geográfica cabe destacar largos tramos de dunas.

## Historia
El nombre en inglés de la isla del Rosario recuerda al buque HMS Carcass de la Marina Británica, que hizo un reconocimiento geográfico de esta isla en 1766. 
La isla del Rosario ha estado poblada durante más de un siglo. Hay una granja de ovejas en Puerto Patterson, un pequeño asentamiento al sudoeste de la isla que tiene tres edificios y un colmado.

## Flora y fauna

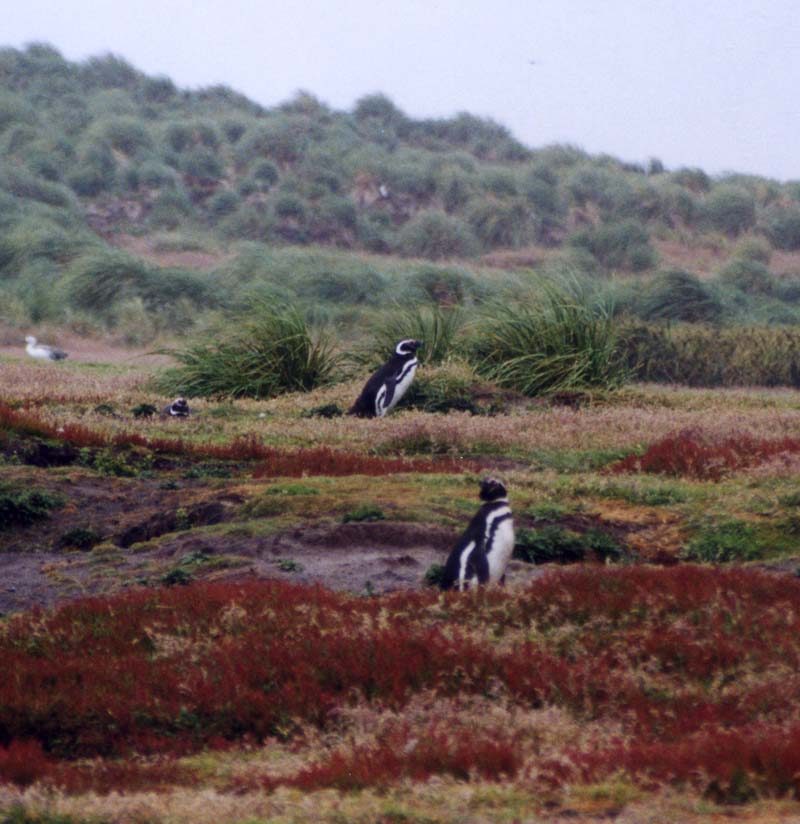
Pingüinos Spheniscus magellanicus en la isla del Rosario.

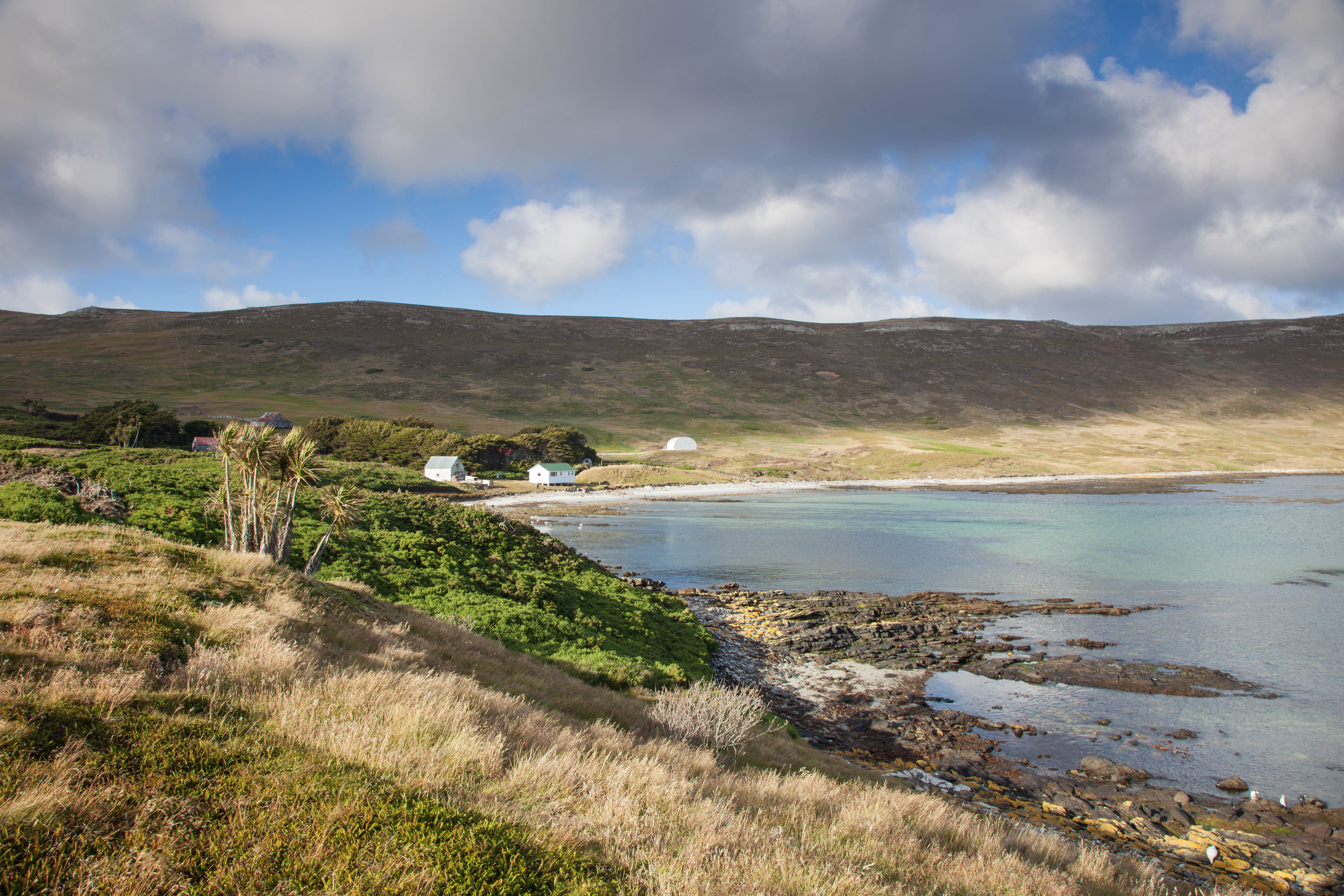
Vista general de Port Patterson con el bosque

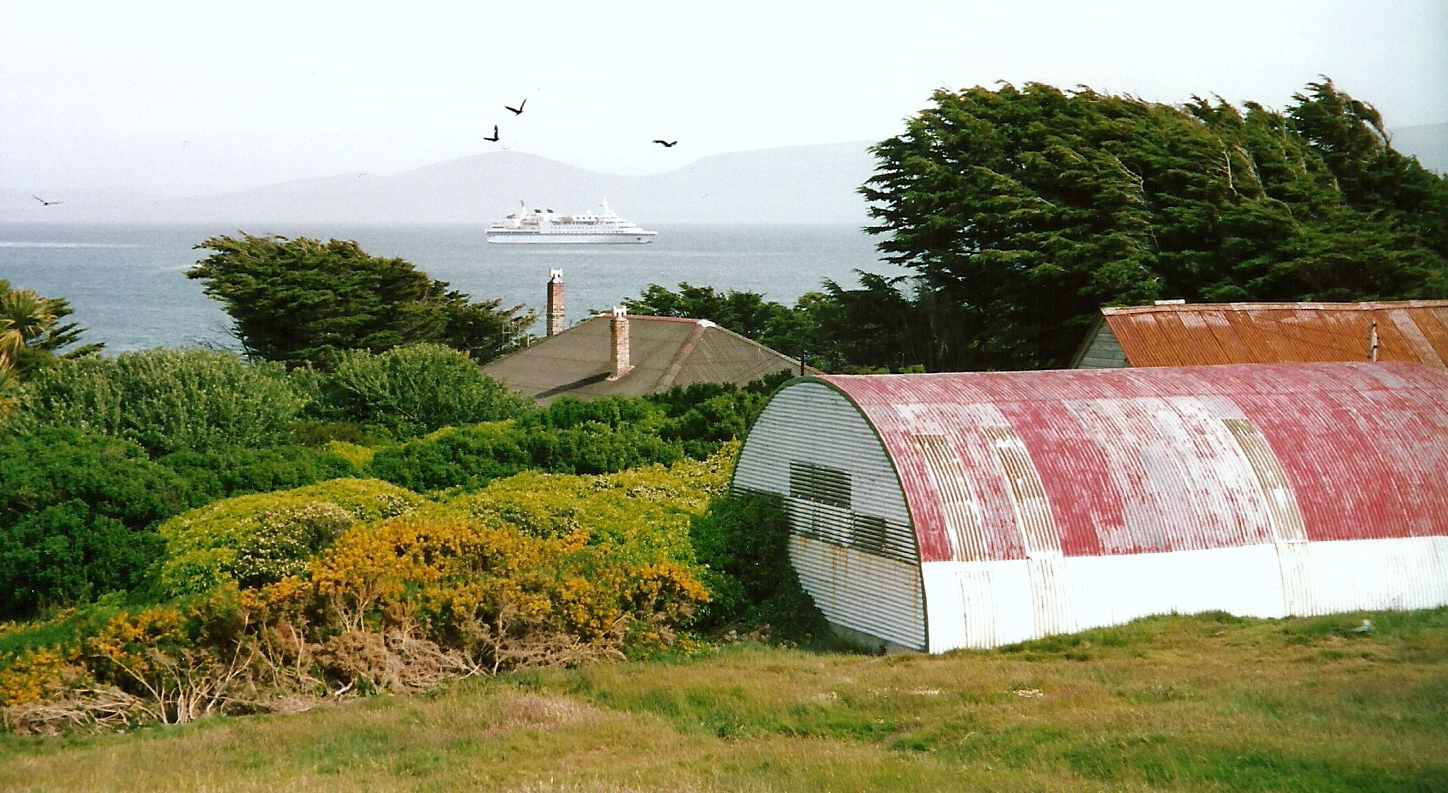
Bosque en la Isla del Rosario

En la isla del Rosario hay las concentraciones de árboles más notables de todo el archipiélago de las Malvinas, una de las cuales constituye todo un pequeño bosque. Este bosque es considerado como el segundo bosque más grande de las Islas Malvinas. A pesar de todo, ninguna de las especies de árbol que crecen en la isla, entre las cuales cabe destacar el ciprés de Monterrey y la col arborescente, son endémicas. También abundan las concentraciones de hierba gramínea, como los tussoks húmedos.
Esta isla se caracteriza por ser uno de los pocos lugares habitables del mundo en los que no hay ratas ni gatos, lo cual facilita la existencia de una gran cantidad de pequeños animales, especialmente aves subantárticas.
Entre los animales de la isla se destacan el martinete común, conocido asimismo como guaco o garza bruja, al cual le gusta mucho refugiarse en los árboles. La zona costera está poblada por focas y pingüinos.
El jardín de Puerto Patterson posee varias especies de plantas muy exóticas, teniendo en cuenta la escasa flora del archipiélago, como la fuchsia, el lupino azul y la rosa canina.

## Infraestructura
Port Patterson cuenta con una pista de aterrizaje y con un embarcadero. Valley Cottage, la casa más antigua de la isla, construida en 1870 aproximadamente, fue convertida en un alojamiento para turistas. El edificio principal del asentamiento, construido en 1938, abriga una pequeña tienda.